# アンドレ・ワッツ
アンドレ・ワッツ（André Watts, 1946年6月20日 - 2023年7月12日）は、ドイツ生まれのアメリカのクラシック音楽のピアニスト。

## 経歴
ハンガリー人の母マリア・アレクサンドラ・ガスミッツとアメリカ陸軍下士官でアフリカ系アメリカ人のハーマン・ワッツの息子としてニュルンベルクに生まれる。幼少の頃に母親から音楽の手ほどきを受け、フィラデルフィア音楽院でピアノを専攻。
9歳でフィラデルフィア管弦楽団とハイドンのピアノ協奏曲を弾いて脚光を浴びた。1963年にレナード・バーンスタイン率いるニューヨーク・フィルハーモニックと共演してフランツ・リストのピアノ協奏曲第1番を演奏し、一躍時の人となった。また、この年にはピーボディ音楽院に入学してレオン・フライシャーの薫陶を受けている。
在学中の1964年から1965年にかけてヨーロッパ遠征を行い、ロンドン交響楽団やアムステルダム・コンセルトヘボウ管弦楽団と共演した。1967年にはベルリン・フィルハーモニー管弦楽団の定期演奏会に出演している。1969年に初来日。1986年にも来日し、リスト没後百年祭を飾った。
2023年7月12日、がんのため死去。77歳没。

## 演奏
ワッツは高い技巧を誇るヴィルトゥオーソで、透き通った硬質のタッチが特徴的であり、特にリストを得意とした。現在、録音は独ヘンスラー社、ソニー、セラフィムによって復刻されているほか、EMIの録音がある。

## 受賞歴
- 1964 Most Promising New Classical Recording Artist
- 1973 Honorary Doctorate, Yale University
- 1975 Honorary Doctorate, Albright College
- 1984 Distinguished Alumni Award, Peabody Institute of The Johns Hopkins University
- 1988 Avery Fisher Prize
- 1988 University Of The Arts Medal, Philadelphia
- 2011 National Medal of Arts
- 2013 American Classical Music Hall of Fame
- 2014 Cincinnati MacDowell Society's MacDowell Medal